# Kunststein

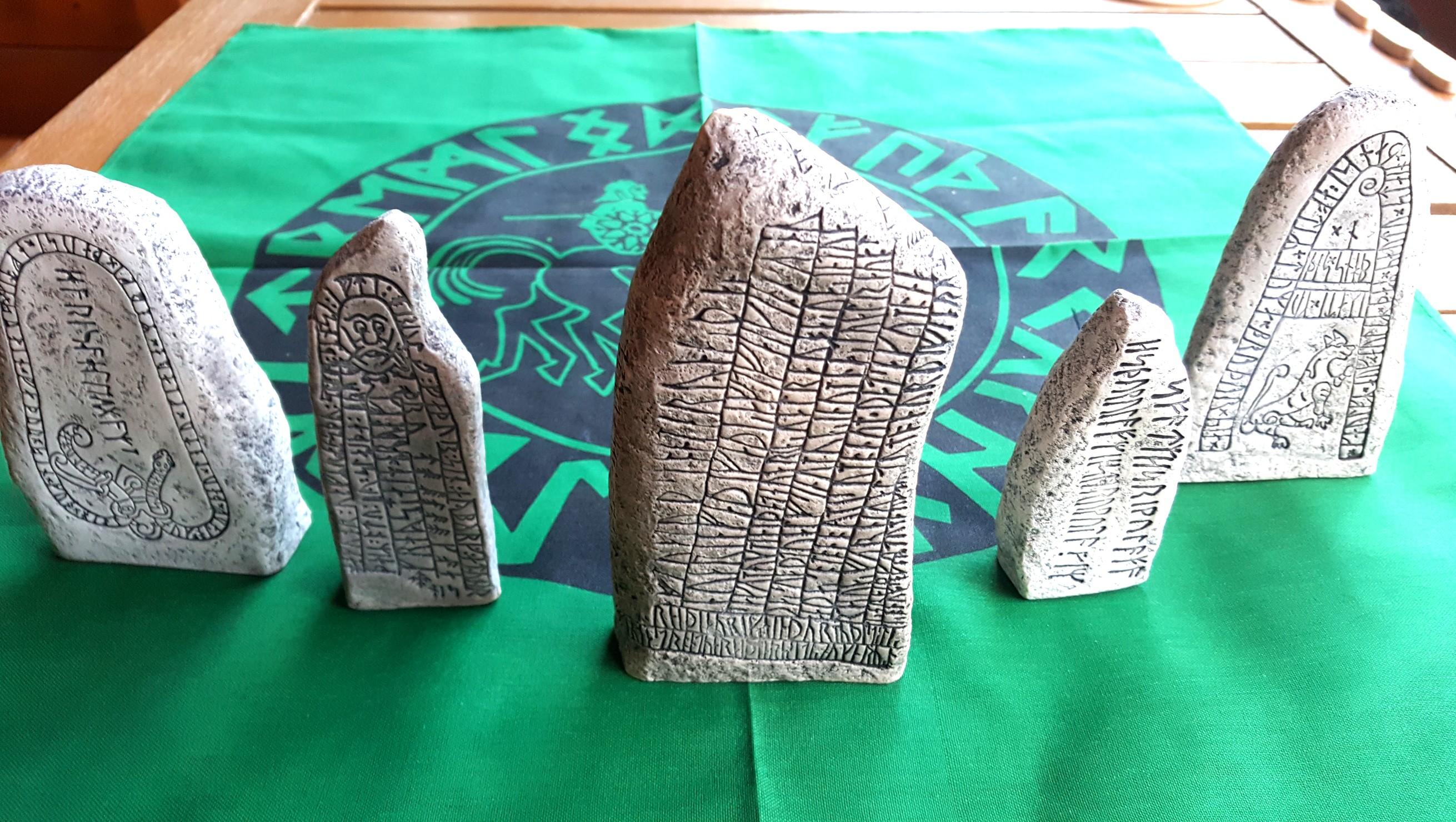
Verkleinerte detailgetreue Nachbildungen schwedischer Runensteine aus Kunststein

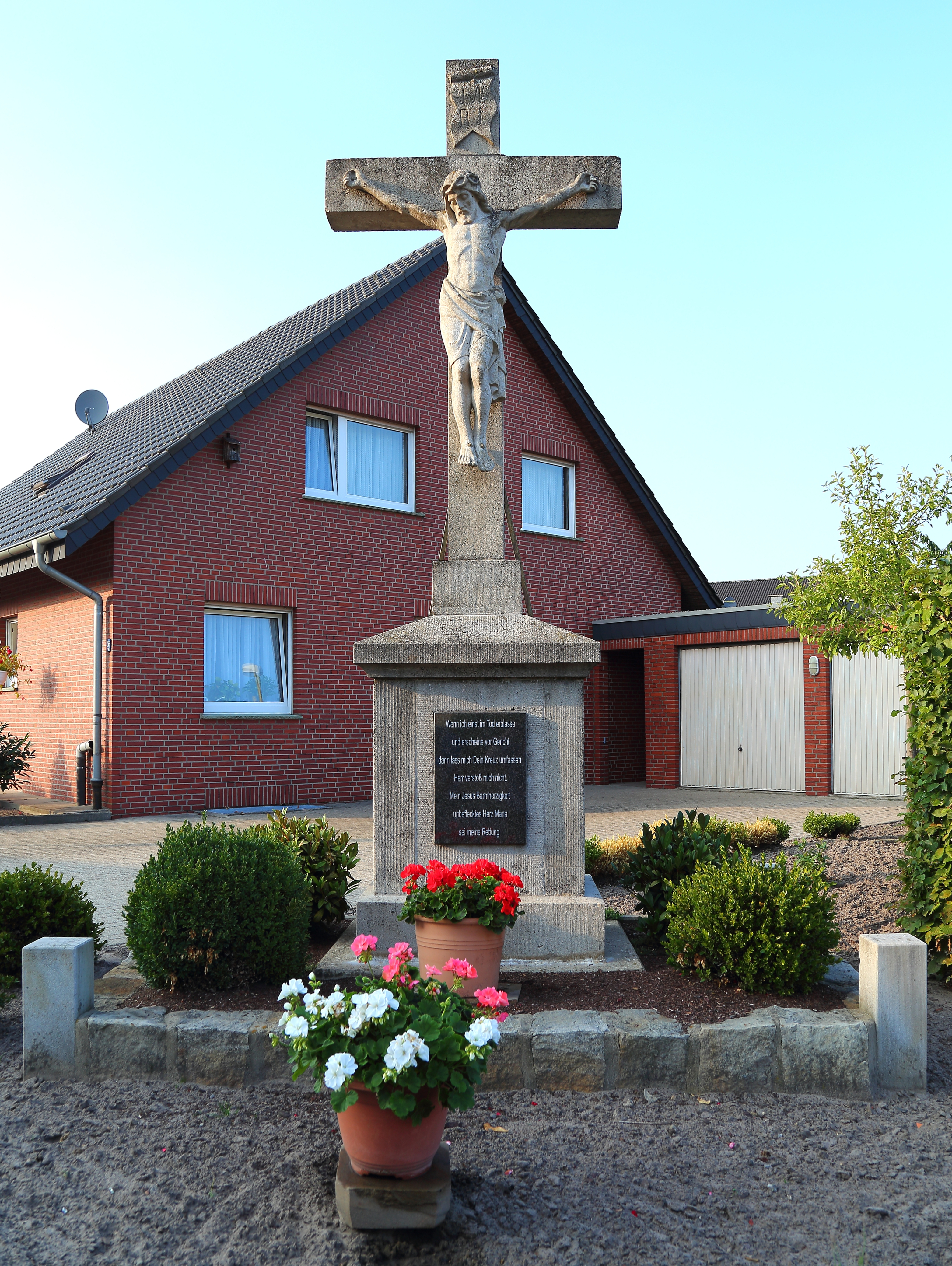
Sockel, Kreuz und Korpus des 1927 errichteten Hofkreuzes Wichert in Ibbenbüren wurden aus Kunststein gegossen.

Als Kunststein (auch Alabastrite, Gussmarmor, Marmorit, Poly-Nature, Polyresin oder Polystone; früher auch Pisésteine/Erdsteine; Kunstsandstein) werden mineralisch-, zement- oder harzgebundene Werkstoffe bezeichnet, die mit Zuschlägen von Kies, Sand und Gesteinsmehl hergestellt werden. Verwendet werden Kunststeine unter anderem für Fensterbänke, Treppen und Bodenbeläge sowie Wandfliesen und Bodenfliesen im Bauwesen.
Kompositwerkstoffe mit Kunstharz-Bindemittel werden von den Steinmetzen nicht den Kunststeinen zugerechnet, sondern als Polymerbeton und Mineralguss bezeichnet. Siehe #Harzbindung 

Quarzkomposit-Werkstoffe werden beispielsweise zur Herstellung von Waschbecken, Spülen, Küchenarbeitsplatten und ähnlichem verwendet und unter
vielfältigen Handelsnamen angeboten. Im Englischen wird polymer gebundener Kunststein als Engineered Stone bezeichnet.
Dadurch, dass Kunststein gegossen und die Mischung den Anforderungen angepasst werden kann, lassen sich Gegenstände herstellen, die aus anderen Materialien ein Vielfaches der Kosten verursachen würden. Eine Vielzahl der heute angebotenen Ziergegenstände wie Skulpturen, Büsten und Gartenfiguren sind aus Kunststein gefertigt. Kunststein aus hydraulischem Bindemittel ist seit 1000 v. Chr. bekannt und fand unter dem Begriff opus caementicium Verwendung. Mit der Entwicklung des Zements im 19. Jahrhundert kam in der in Deutschland aufkommenden Kunststeinindustrie die Idee auf, Werksteine aus Mörtelmasse zu arbeiten. Vorbilder waren England und Frankreich, wo bereits zu Beginn des 19. Jahrhunderts mit zementgebundenen Bauelementen experimentiert wurde.
Wenn Kunststeine ihre endgültige Gestalt durch Urformen erhalten, werden sie nicht zu den Werksteinen gerechnet.

## Abgrenzung
Kunststein bedeutet nicht, dass es sich um ein künstlerisches Werk handelt, sondern dass der Stein künstlich hergestellt wurde und damit im Gegensatz zum traditionell verwendeten Werkstein nicht aus Naturstein besteht.
Üblicherweise nicht als Kunststeine bezeichnet werden:
- künstliche Steine, die einen Brennprozess durchlaufen, wie Mauersteine, Klinkersteine und andere keramische Materialien
- künstliche Steine, die nicht als Boden- und Wandbeläge oder Arbeitsoberflächen, sondern etwa als Mauersteine verwendet werden, wie Gasbeton und Kalksandstein

## Geschichte
Kunststein ist seit der Antike bekannt. Ab Mitte des 19. Jahrhunderts bildete Kunststein eine preiswerte Alternative zur Produktpalette der Natursteine. Im 19. Jahrhundert war die Entstehung von Zementwerken die Basis für die Herstellung von Kunststein. In Deutschland gründete der Ulmer Apotheker Gustav Ernst Leube 1838 die erste Zementfabrik, die 1840 Bodenplatten aus sogenanntem Romanzement für das Ulmer Münster fertigte. In den 1860er Jahren bezeichnete man Pisésteine (Erdsteine) als Kunststein. Diese Bezeichnung ist im eigentlichen Sinne nicht korrekt, denn Piseesteine, Pisésteine oder Stampflehm-Steine sind künstliche Steine, hergestellt aus lehmiger Erde durch Pressen oder Stampfen. Wegen der minderen Qualität der frühen Zemente und unzureichenden Kenntnissen in der Verarbeitung zeigten Kunststeine im Freien rasch Anzeichen von Rissen und Verwitterung. In den 1860/70er-Jahren setzte sich der sogenannte Portlandzement mit guter Witterungsbeständigkeit durch. Joseph Aspdin erhielt dafür 1824 ein Patent, indem er Ton und Kalk als Bindemittel gemischt und dann zusammen erhitzt hatte.
Eugen Dyckerhoff, seit 1866 Teilhaber der „Cementwaarenfabrik Lang & Cie.“, schuf weitere Innovationen mit einem neuen Herstellungsverfahren, bei dem erdfeuchter Beton durch Stampfen verdichtet wurde. Je nach Vorsatzmörtel besaßen die erhärteten Kunststeine das Aussehen von Naturstein. Häufig wurden dabei auf Sandsteingröße zerkleinerte wetterbeständige Kalk- oder Marmorsteine für den Vorsatzmörtel verwendet. Damit war es möglich, dem Aussehen von Naturstein nahezukommen, zumal Kunststein im ausgehärteten Zustand von Steinmetzen wie natürlicher Stein bearbeitet werden konnte.
Ab den 1870er Jahren wurde der Begriff des Kunststeins hauptsächlich für Kunstsandstein gebräuchlich. Um die Jahrhundertwende setzte sich der Begriff Kunststein im Bauwesen durch. Auch aufgrund der Gleichmäßigkeit des Materials fand Kunststein Anerkennung. Das Material zeichnete sich im Gegensatz zu Naturstein durch seine Witterungs- und Feuerbeständigkeit aus. Eine erhöhte Tragfestigkeit war durch Stahleinlagen möglich.
In England wurde Coade-Stone für Bauornamente und Pulhamit, ein künstlicher grober Sandstein für die Gartengestaltung hergestellt.

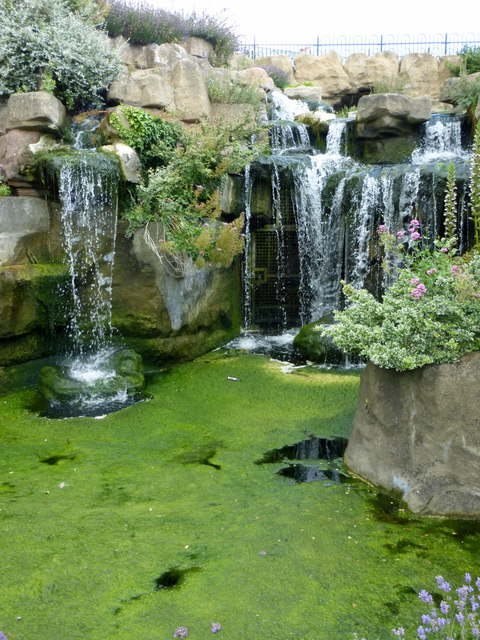
Wasserfall über Pulhamit-Felsen in den Albion Place Gardens in Ramsgate

Ab der Jugendstilzeit wurde mineralisch gebundener Kunststein in größerem Umfang als Ersatz für Naturstein für Fenster- und Türgewände, Gesimse, Bauornamente und Grabsteine verwendet. 1913 wurden die ursprünglich als Kunst- oder Zementkunststein bezeichneten Werksteine durch den Kunstausschuss des Deutschen Beton-Vereins als „Betonwerkstein“ bezeichnet. Als eigentliches Zentrum der deutschen Kunststeinherstellung gilt Ulm. Von dort lieferte die Steinfabrik Ulm AG auch nach Frankreich und Belgien. Architekten errichteten repräsentative Bauten mit Fassadenelementen aus Betonwerksteinen, häufig in Stahlbetonskelettkonstruktion.
Nach dem Zweiten Weltkrieg wurde in der DDR bis zu ihrer Auflösung aus wirtschaftlichen Erwägungen, u. a. die Nutzung von Resten der Natursteinverarbeitung, in großem Umfang Kunststein produziert. In der Bundesrepublik wurde in den 1960er Jahren mineralisch gebundener Kunststein in Blöcken im Vibrationsverfahren gegossen und vermarktet. Jedoch stieg Anfang der 1970er Jahre die Nachfrage von Natursteinprodukten kontinuierlich an, weil sich Naturstein durch Importe verbilligte und dadurch Kunststein verdrängte. In der jüngeren Zeit ist ein leichter Nachfrageanstieg von Kunststein als Quarz-Kompositwerkstoff feststellbar. Derzeit definiert die DIN 18 500 sowohl zementgebundene Steine mit einer bearbeiteten Oberfläche und auch solche mit einer unbearbeiteten Oberfläche, deren Ansichtsflächen durch die Schalung besonders gestaltet sind als „Betonwerksteine“.

## Zementbindung
Zementgebundene Kunststeine werden und wurden aus zwei unterschiedlich zusammengesetzten mineralischen Mischungen hergestellt. Eine Mischung wird mit Gesteinssplitt, dem Bindemittel Zement und Zementfarben unter Zugabe von Wasser erdfeucht hergestellt. In vorbereitete Formen aus Metall, Holz oder Gips wird diese Masse eingebracht und anschließend eingestampft oder gerüttelt. Eine zweite Mischung aus Beton (Zement und Kies) wird plastisch hergestellt, über die erste Mischung eingebracht und gegen statische Beanspruchungen, sofern diese erwartet werden, durch die Einlage von Baustahl armiert. Nach dem Aushärten werden die Sichtflächen entweder scharriert oder geschliffen bzw. nach dem Schleifvorgang gegen offene Poren gespachtelt. Diese Kunststeine wurden und werden im Bauwesen als Boden- und Treppenbeläge oder für Grabmale verwendet, wobei bei Grabsteinen die Ansichtsseite teilweise aus eingelegten Platten aus Naturstein bestand. Die Herstellung der zementgebundenen Kunststeine erfolgte in handwerklichen Kleinserien.
In den 1960er Jahren gab es ein industrielles Verfahren zur Herstellung von sogenannten Unmaßplatten aus Kunststein (bekannt unter der Handelsmarke Reko-Marmor). Dabei wurden Kunststeinblöcke gegossen, die auf die jeweilige Plattenstärken von Steinsägen oder Gattern formatiert wurden. Diese Platten waren nicht armiert und wurden vornehmlich für Grabmalsockel oder -einfassungen verwendet.

## Harzbindung
Agglo-Marmor und Quarz-Werkstoff sind Handelsbezeichnungen für künstliche Steine, bei denen mineralische Bindemittel wie Zement durch Kunstharze wie Acrylate und Epoxidharze ersetzt werden. Man spricht auch von Kompositwerkstoff.
Der Kunststein entsteht durch Verbindung von zermahlenem Gesteinsmehl und Kunstharz. Dieses Material zeichnet sich durch die günstigen Herstellungskosten bei dennoch hoher Qualität und relativer Bruchfestigkeit aus. Kunststein findet weitreichend Anwendung in der Fertigung von Dekorationen bzw. Fischverstecken für Aquarien, im Modellbau etwa bei der Miniaturnachbildung von Gebäuden sowie im Kunsthandwerk bei der Herstellung von Skulpturen, Statuen, Schatullen, Vasen, Souvenir-, Werbe- und Fanartikeln usw. Einige Mischungen werden auch als kaltgegossenes Porzellan bezeichnet, weil sie sich ähnlich wie Porzellan anfühlen und verhalten.
Durch die gegenüber Naturstein vereinfachte Verarbeitung und Formgebung werden vermehrt Wasch- und Spülbecken und Küchenarbeitsoberflächen aus Komposit-Materialien hergestellt.
Insbesondere bei eher hellen und eher dunklen Oberflächen können sich Verfärbungen durch Abnutzung der Oberfläche sowie durch den Kontakt mit färbenden Lebensmittel u. ä. optisch bemerkbar machen.
Auch durch Kontakt mit heißen Pfannenböden, Blechen und ähnlichem können Verfärbungen des Kunstharzes auftreten.

### Agglo-Marmor
Als Zuschläge für Agglo-Marmor werden meist Marmore oder Kalksteine verschieden großer Körnungen sowie Farbpigmente verwendet.
Die Herstellung erfolgt zunächst durch Verdichten mittels Vibration, bei dem Rohblöcke in unterschiedlicher Größe, wie zum Beispiel 3,05 × 1,40 × 0,88 m, gegossen und verdichtet werden. In diesem Verfahren, das die italienische Firma Breton 1968 entwickelte, werden unterschiedlich große Marmorkörnungen und Marmorbruchstücke in eine Form eingegossen. Anschließend härten die Blöcke aus, und nach der Aushärtung werden die Blöcke wie Natursteine zu Rohtafeln mit Steinsägen aufgeteilt und weiterverarbeitet. Die Rohtafeln werden vornehmlich zu Fußbodenplatten auf entsprechende Maße gesägt. Darüber hinaus werden Fensterbänke und Treppenstufen aus Agglo-Marmor hergestellt. Im Jahre 1977 ließ die Firma Breton ein Verfahren für die Plattenproduktion aus Steinpartikeln, Polyesterharzen und Pigmenten patentieren, bei dem das Aufsägen in Platten nicht mehr erforderlich war.
Das Versetzen wird von Steinmetz- oder Fliesenlegerbetrieben und in Mörteltechnik ausgeführt. Durch den seit Jahren anhaltenden Preisverfall importierter Natursteine hat die Nachfrage nach diesem Kunststein nachgelassen. Agglo-Marmore können Marmore täuschend echt imitieren.

### Quarz-Komposit
Die Zuschläge für den 1985 entwickelten Quarzwerkstoff sind nach Angaben der Hersteller bis zu 93 Prozent Quarzmehl zuzüglich Farbpigmenten und Harz. Ferner können Glasstücke und glitzernde Partikel beigemischt sein. Die Masse wird bei der Herstellung in eine mit Papier ausgekleidete Form gegossen und anschließend im Rütteldichtungsverfahren mittels massiver Pressen unter Vakuum verdichtet. Abschließend wird die Form in einem Ofen eine halbe Stunde lang auf 100 °C erwärmt. In diesem Prozess polymerisiert die angemischte Masse. Es sind Platten bis zu einer Größe von 3,30 × 1,65 m herstellbar. Nach Abkühlen auf Umgebungstemperatur kann der Quarzwerkstoff wie Naturstein mit Werkzeugen für Hartgestein geschliffen und poliert werden. Übliche Plattendicken sind 12, 20 und 30 mm.
Heute wird Quarzwerkstoff vor allem für Küchenspülen und -arbeitsplatten verwendet. Der Werkstoff hat eine Verschleißhärte, die an die von Hartgestein heranreicht. Zudem lassen sich nach Kundenwünschen individuelle Farben und visuelle Effekte, wie zum Beispiel teilglitzernde Oberflächen, herstellen.
Auf dem Markt bewegen sich international aufgestellte Unternehmen wie beispielsweise Cosentino aus Spanien, Quarella aus Italien und Caesarstone aus Israel, deren Plattenmaterial kleinere Firmen ihren Kunden anbieten.

### Anwendungsgrenzen
Kunstharzgebundener Kunststein ist lösemittel- und temperaturempfindlich. Auf Küchenarbeitsplatten dürfen keine heißen Pfannen abgesetzt werden, da diese die Oberflächen beschädigen. Bei hellen Farben können Verfärbungen durch Lebensmittel wie stark färbende Gemüse auftreten, die durch Bleichmittel zu entfernen sind. Ferner dürfen keine alkalischen Reinigungsmittel mit einem pH-Wert über 12 verwendet werden. Die kunstharzgebundenen Baustoffe erfüllen nicht die Werte der Baustoffklasse A1. Zur Vermeidung von Schäden sind bei Reinigungen die Pflegeanleitungen der Hersteller strikt zu beachten.
Je nach Inhaltsstoffen ist harzgebundener Naturstein polierfähig. Die Politur verliert sich jedoch, wenn die Oberflächen beansprucht werden.
Durch den Einfluss von UV-Strahlung können Farbveränderungen der verwendeten Polymere auftreten.
Beim Agglo-Marmor und bei den Quarzwerkstoffen handelt sich um künstliche Steine, für die es keine gültige DIN- bzw. EU-Norm gibt. Als Anhaltspunkt kann die DIN für Betonwerkstein dienen, die jedoch lediglich für zementgebundene Kunststeine gilt.

## Heutige Schwierigkeiten mit Kunststeinen
Es besteht die Problematik, Kunststein überhaupt zu erkennen, da an historischen Bauten mitunter Natur- und Kunststein gleichermaßen verbaut wurden. Mehr als hundert Jahre nach dem Bauboom der Gründerzeit zeigen Fassadenelemente aus Kunststein restaurierungsbedürftige Schäden. Eine systematische Beschäftigung mit dem Bestand und Möglichkeiten des Erhalts steht weitgehend aus.